# Le Serment des Horaces
 (juillet 2023).
Si vous disposez d'ouvrages ou d'articles de référence ou si vous connaissez des sites web de qualité traitant du thème abordé ici, merci de compléter l'article en donnant les références utiles à sa vérifiabilité et en les liant à la section « Notes et références ».
Le Serment des Horaces est un tableau du peintre français Jacques-Louis David, achevé en 1785. Le tableau est de grande taille : 330 centimètres de hauteur et 425 centimètres de largeur. Il est conservé au Musée du Louvre. Ce tableau est considéré comme un des chefs-d’œuvre du néoclassicisme tant dans son style que dans sa description austère du devoir. 
Il représente un grand sujet de l’histoire légendaire de la Rome Antique, où les frères Horaces défendent en combats singuliers la cité de Rome face aux Curiaces champions de la ville d'Albe. Liés par mariage à leurs sœurs respectives, le sacrifice des Horaces et des Curiaces exalte les vertus patriotiques. Le seul survivant du combat fut l'ainé des Horaces, qui à son retour fut maudit par sa sœur Camille pour la mort de son mari.
Les frères Horaces jurent à leur père par ce serment de vaincre ou de mourir dans cette guerre qui les oppose aux Curiaces d'Albe, champions des Albains, cité rivale et voisine. Si le combat apparaît bien dans plusieurs sources littéraires (le livre I de l'Histoire romaine de Tite-Live, la vie de Tullus Hostilius par Aurelius Victor), le serment lui est une invention de David. Il est possible que David qui était franc-maçon ait été inspiré par les procédures de serment utilisant les épées. Le serment traduit le courage et la fierté. David brise les règles habituelles de composition en décentrant les sujets principaux. Il ne tient pas non plus compte des principes de l’Académie en traitant ses couleurs et reliefs de manière relativement plate.

## Historique

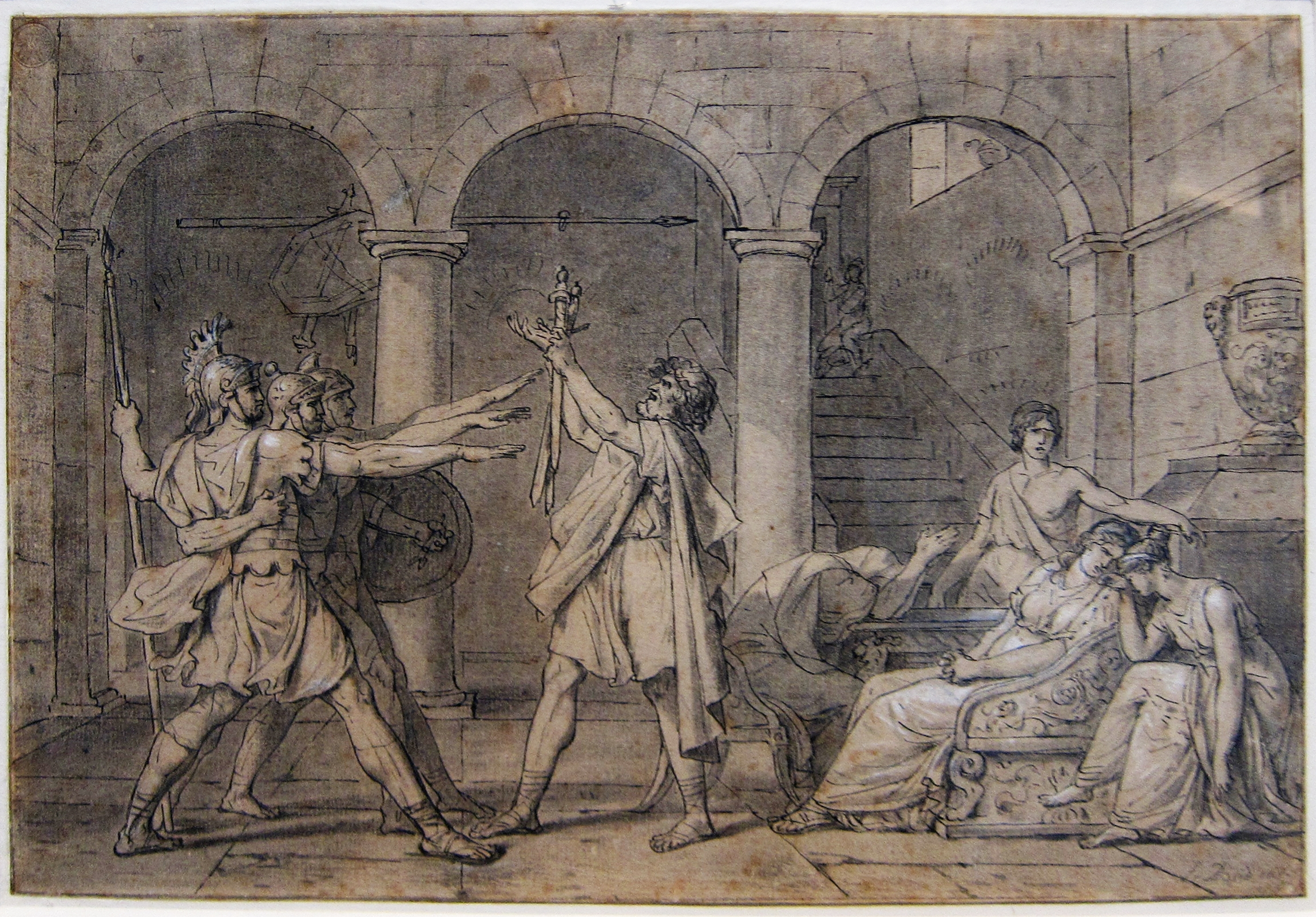
Dessin préparatoire (Palais des beaux-arts de Lille).

En 1781, Jacques-Louis David a connu le succès en exposant au Salon de Paris son tableau Bélisaire demandant l'aumône. Ce succès attira sur lui l'attention du comte d'Angiviller, responsable des bâtiments et de leur décoration pour le compte du roi Louis XVI. Jacques-Louis David reçoit alors une commande du roi Louis XVI pour un tableau à sujet historique. David commença à le préparer à Paris, puis choisit de poursuivre sa peinture à Rome afin d'être au plus près de son inspiration antique ; il s'y installe donc à l'automne 1784 et y séjourne un an.  
Il réside dans le Palazzo Costanzi, ce qu’il ne put se permettre que grâce au soutien financier de son beau-père. Il fut aidé en partie par son élève Jean-Germain Drouais.  
Jacques-Louis David réalise, fin 1784, une première étude : un dessin à la pierre noire. Il peint ensuite une esquisse à l'huile avant de peindre le tableau définitif. 
L'œuvre fut achevée en 1785. Exposé d’abord à Rome dans l'atelier du peintre, ce qui procure au peintre une renommée européenne, le tableau fut ensuite apporté à Paris et exposé au Salon de 1785, où il connut un énorme succès. Il fut à nouveau exposé au Salon de 1791. Le Serment des Horaces permit à David d’éclipser ses rivaux dont Pierre Peyron. 
Dans les années qui suivirent, le tableau devint le symbole de la Révolution française, mais il est peu probable que David l'ait conçu comme un appel à la révolution.

## Composition

### Trinité

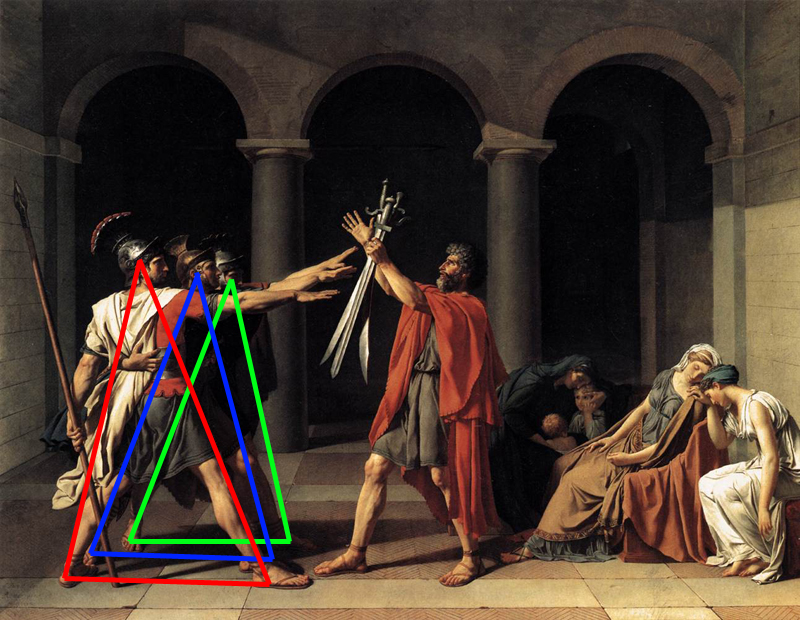
L'unité jusque dans chaque frère Horace

Le chiffre trois est omniprésent dans la composition du Serment des Horaces. Dans Le Serment des Horaces, toute la composition est basée sur le chiffre trois : on compte trois groupes de personnages, chacun inscrit dans une des trois arcades présentes en arrière-plan.

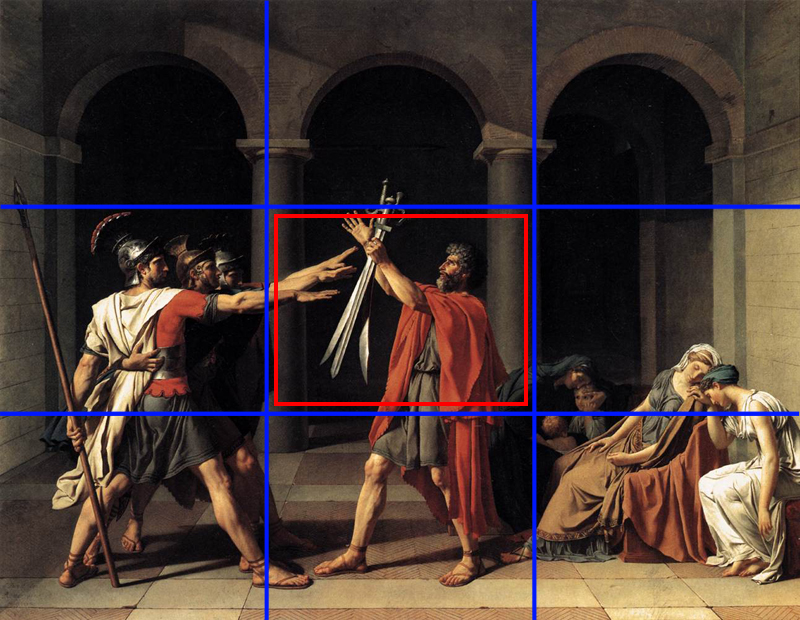
La règle des tiers ici respectée

La première association est composée des trois Horaces : les frères adoptent une position qui suggère la figure géométrique du triangle. Ils évoquent la force, la stabilité et l'unité de leur groupe, mais aussi celles qui règnent dans chacun d'eux. Le père des trois combattants, constituant la deuxième partie, porte aussi en lui le chiffre trois : les trois épées qu’il s’apprête à confier à ses trois fils. Enfin, au niveau du troisième groupe, les femmes sont trois : en les représentant toutes trois, David a sans doute voulu mettre en valeur leur union dans le malheur et leur soutien solidaire. On pourrait croire qu’en recul se trouve une épouse, mais la femme en noir est en réalité la mère des Horaces. En réconfortant ses petits-enfants au nombre de deux, le petit groupe compte lui aussi trois membres : l’artiste a pu vouloir représenter le lien intergénérationnel qui unit la famille.
On observe que la règle des tiers a été parfaitement appliquée et centre ainsi le regard du spectateur sur le « tiers central » : les mains tendues des Horaces vers les glaives détenus par le père ; l’accent est mis sur le serment prêté.

### Stabilité des lignes

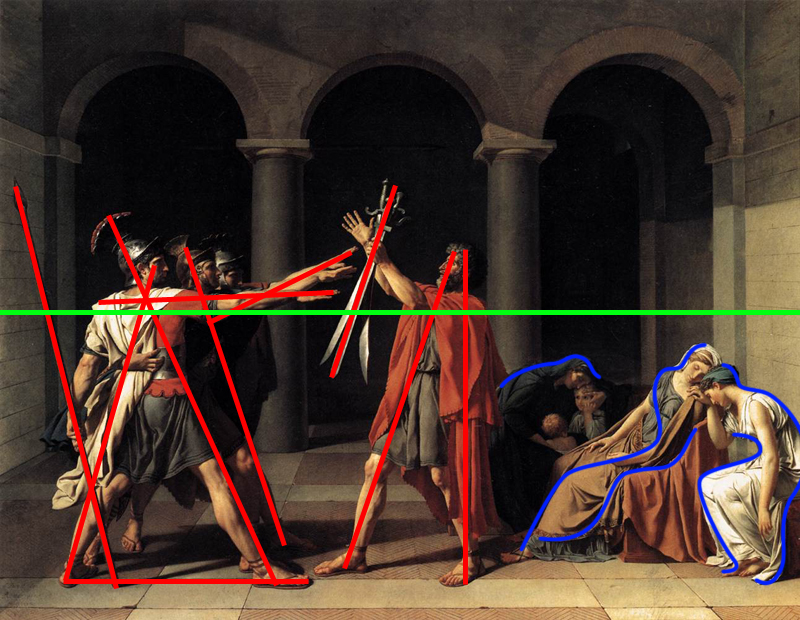
Lignes droites pour les hommes, courbes pour les femmes au-dessous de la médiane

Le tableau montre une dichotomie caractéristique du néoclassicisme : on remarque d’emblée la présence de deux groupes dans la composition de David : les hommes, à gauche, et les femmes, à droite. Cette division est surtout menée par la différence qui prédomine entre les lignes directrices : elles sont droites pour les hommes, courbées pour les femmes. Si les hommes, droits, aux bras tendus, sont empreints de détermination, de force et de patriotisme, les femmes éplorées par le départ à la guerre de leurs frères, de leurs maris ou de leurs fils semblent effondrées, anéanties.
Cette distinction est aussi établie par la position des personnages de part et d’autre de la ligne médiane. Dans « Des Glaneuses » de Millet par exemple, la disposition des trois femmes au-dessous de la ligne d’horizon peut indiquer leur pauvreté ; ici, la médiane joue un rôle semblable en élevant les hommes et leur patriotisme; c’est à eux qu’il est donné d’accomplir les actes qu'ils considèrent héroïques, alors que les femmes qui les désapprouvent et les subissent sont courbées sous cette ligne.

### Une perspective épurée

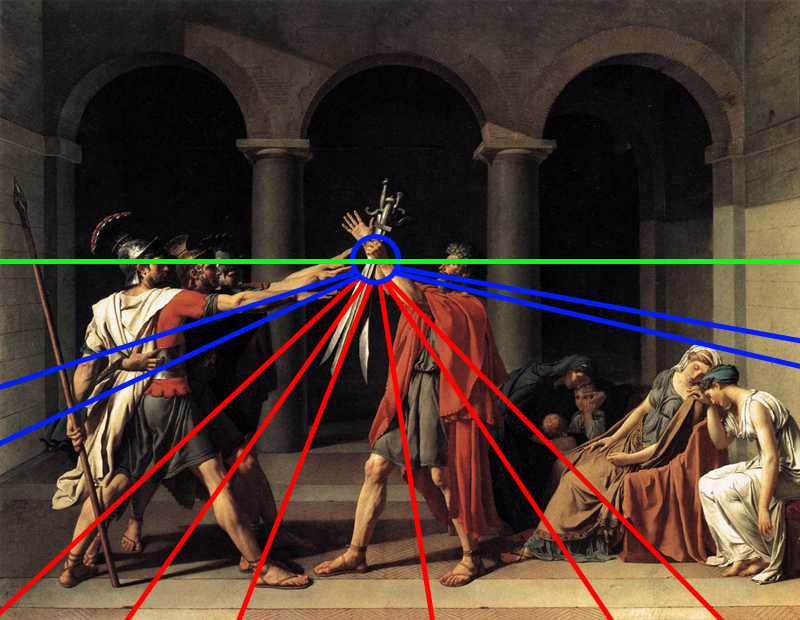
Convergence des lignes vers la main maintenant les épées.

Les lignes de construction ont ici pour rôle la stabilisation de la scène. Elle se déroule sans aucun doute dans la villa d’un grand aristocrate Romain : l’architecture, ses colonnes, ses arches et ses pavés ne pouvant être ceux d’une modeste habitation. Ce sont justement ces éléments qui assurent le parfait équilibre du tout.
Ceci est d’abord dû à l’opposition de la verticalité des colonnes à l’horizontalité du parterre. Ensuite, comme indiqué dans la partie trinité, les arches sont au nombre de trois et correspondent à chaque groupe de personnage. Ces derniers sont comme « appuyés » par l’architecture même et il en va donc pareillement pour le serment proclamé.

Le pavement régulier constitue un pilier important de la régularité et de l’équilibre qui règne au cœur de la composition. En prolongeant les lignes du sol, celles des murs et des chapiteaux (parallèles dans la réalité), il est possible de retrouver le point de fuite de la composition : il se situe sur la main gauche du père qui détient les trois épées, attirant le regard vers cette zone du tableau et soulignant le rôle essentiel et central du serment prêté par les Horaces qui est de se battre jusqu'à sa mort pour défendre leur patrie.

### Chronologie
On peut lire l’image de gauche à droite et obtenir une idée du déroulement futur de la légende : les trois héros tendent le bras en signe de leur promesse faite de se battre pour Rome, le père leur tend les armes, tandis qu'à droite le désespoir des femmes est une allusion prémonitoire à la mort à venir de deux des trois frères. Bien que plutôt triste, elle démontre à nouveau la détermination des guerriers et leur but d’aller sans cesse « vers l’avant » (par la défense des intérêts collectifs, les actes héroïques, la reconnaissance…).

### Jeux de regards et position des personnages

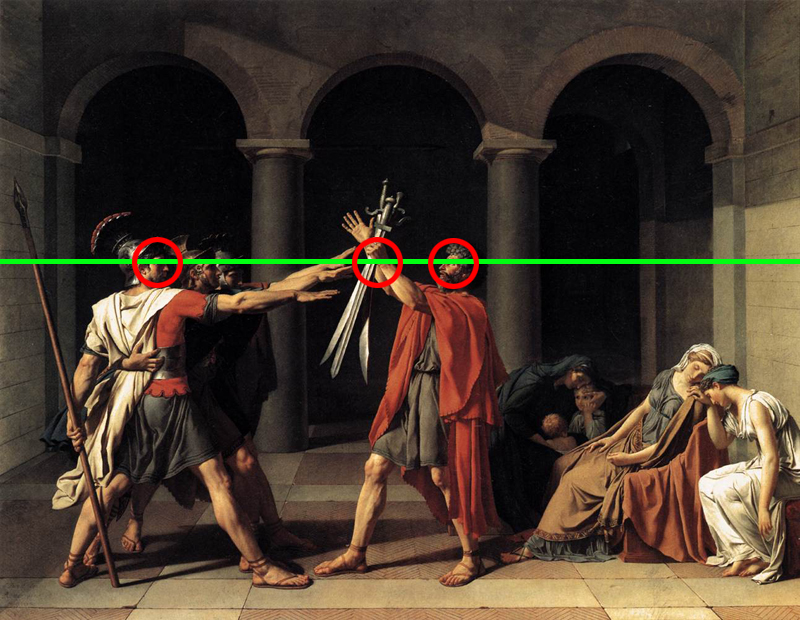
Alignement des regards sur la ligne d'horizon

Des trois Horaces, le premier est sans cesse mis en avant par rapport à ses frères : 
- il est au premier plan, ce qui attire d’emblée sur lui le regard du spectateur. Sa position est différente de celle de ses deux frères, il tend le bras droit et tourne le dos au spectateur, lorsque les autres tendent le bras gauche et font face à l'observateur.
- alors que les deux autres tendent les mains en direction de leur père et des épées (signe, peut-être, de leur fougue), la sienne reste parallèle à la ligne d’horizon comme pour attendre que son arme lui soit offerte (il ne la réclame pas et paraît plus mature que les autres, son bras est droit et stable, la force représentée par son bras servira sans faillir sa patrie)
- le détail le plus révélateur réside dans l’alignement de son regard avec le point de fuite et l’œil de son père : cette droite est de surcroît la ligne d’horizon. À nouveau une forme de « trinité » unit le premier fils à son père et à la cité. Il prête serment à l’autorité paternelle qui détient entre ses doigts le symbole de la cité.

Dans la légende, seul un des trois Horaces survit : il se peut que ce soit lui.

### Rôles masculins et féminins
Le tableau distingue nettement les rôles dévolus aux hommes et aux femmes, qui sont séparés et présentés dans des attitudes contrastées. Les hommes sont associés à la volonté, qui culmine dans le faisceau des épées, tandis que les femmes sont associées à l'émotion et au deuil.

## Couleurs
Les couleurs apportent une nouvelle division au sein du tableau : amorcée par la manipulation des lignes, la dichotomie est confirmée grâce aux couleurs utilisées par David. Elles semblent emprisonnées dans les formes et établissent une division nette : alors que les hommes sont vêtus de couleurs vives à nouveau symboles de leur force, de leur énergie, de leur détermination, les femmes portent des parures ternes qui évoquent leur langueur, leur tristesse et leur incapacité d’action. Pareillement aux lignes, les couleurs sont choisies pour exprimer les différences fondamentales entre les deux sexes telles qu'elles sont théorisées et pensées à l'époque de réalisation du tableau.

## Signification et portée du tableau

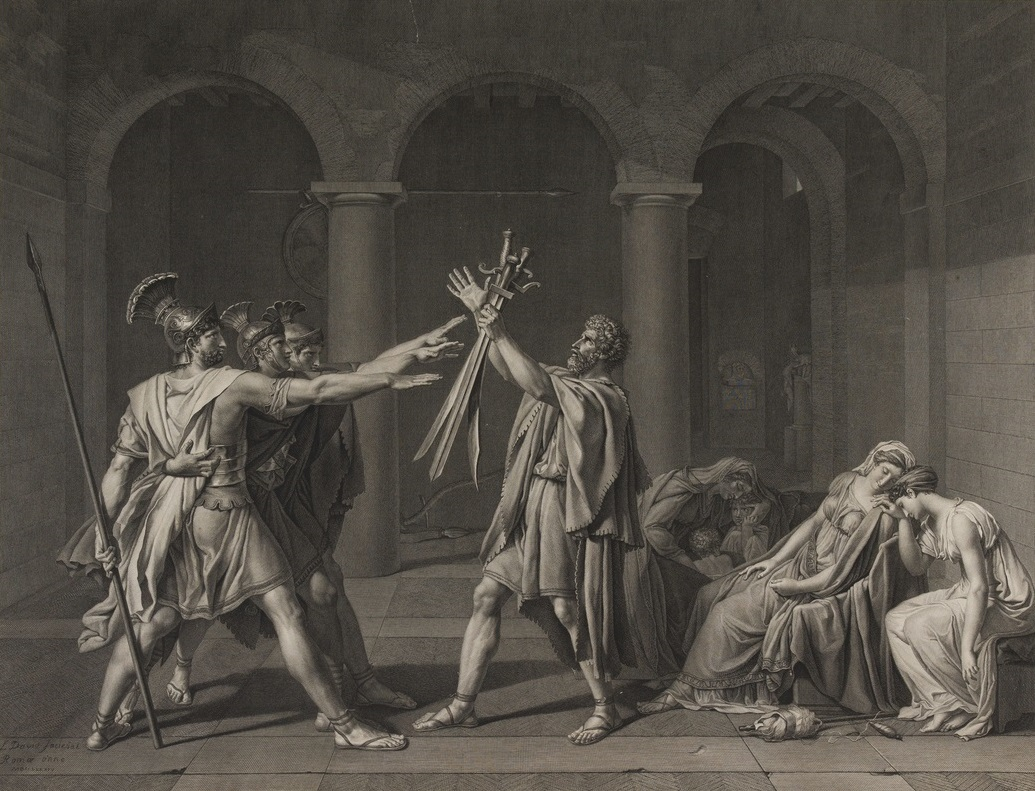
Gravure du Serment des Horaces par Antoine-Alexandre Morel.

La couleur la plus visible au niveau du groupe des hommes est le rouge : elle exprime force, virilité, puissance, action et courage. Rien de plus significatif donc, pour des soldats, que d’être vêtus de rouge. Le blanc est davantage un symbole divin et de pureté, il peut renvoyer à l’idée d’une mission confiée par un père, une cité, mais aussi par des Dieux. Quant au bleu, il renvoie à la sagesse, à la vertu, à la foi et à la paix. L’Horace du premier plan concentre ces trois couleurs, il est donc à nouveau présenté comme le plus important des trois frères.
Bien que le drapeau français tel que nous le connaissons n’ait été mis en place que lors de la Révolution française, les gardes françaises étaient, elles, vêtues de bleu, de blanc et de rouge depuis le règne de Henri IV.
Le premier des frères, qui par son rôle constitue déjà un symbole important de patriotisme (envers sa cité), peut ainsi être interprété comme un « messager » du nationalisme français. La Fayette ayant établi les couleurs de la cocarde tricolore comme nouvelles « couleurs nationales », on comprend maintenant plus aisément pourquoi le Serment des Horaces a été considéré comme un symbole phare de la Révolution française à cette époque.

## Peintres et œuvres ayant influencéLe Serment des Horaces

### Caravage

Clair obscur dans L'incrédulité de Saint-Thomas du Caravage

La lumière employée par David met en place un effet hautement dramatique. Elle est dite caravagesque et reprend l’orientation utilisée par Le Caravage et ses suiveurs (peintre du XVIIe siècle dont l’œuvre a révolutionné la peinture par l’invention de la technique du « clair-obscur »). Cette dernière est violente, contrastée et instaure de fait un effet théâtral aux scènes peintes : on peut la comparer à un projecteur braqué vers les personnages mis en valeur. 

### Gavin Hamilton:Le Serment de Brutus

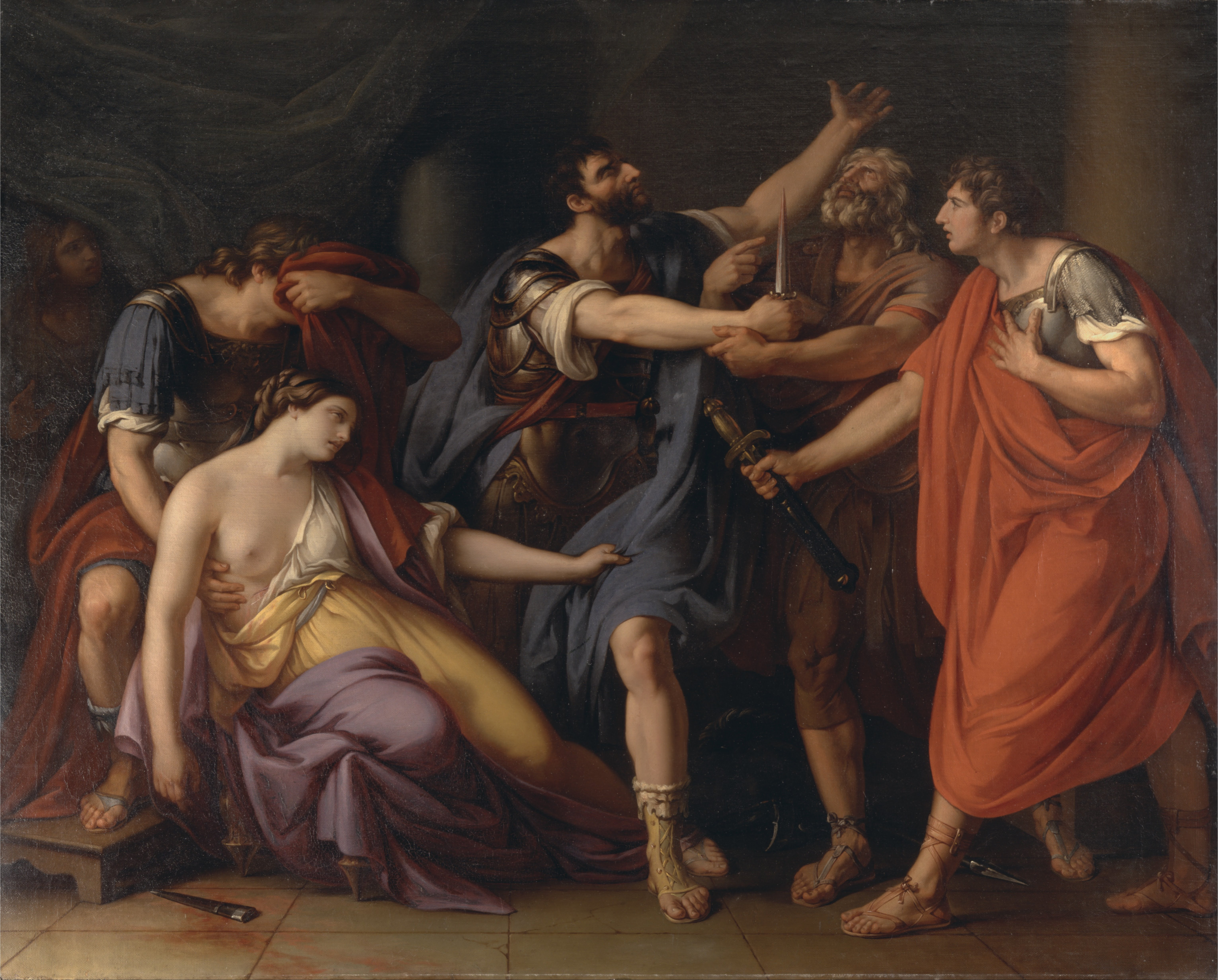
Le Serment de Brutus par Gavin Hamilton

Hormis la similitude dans les titres, le Serment des Horaces de David compte un grand nombre de points communs avec le Serment de Brutus de Gavin Hamilton, peint en 1764. On retrouve au sein des deux compositions les lignes pavées qui forment la perspective ainsi que le même jeu d'armes dans un groupe masculin (opposé, à nouveau, à un groupe de femmes éplorées). On peut de même noter une similitude de tonalités de couleurs et d'éclairage.

## Postérité
Le Serment des Horaces constitue le premier chef-d'œuvre d'un nouveau courant de la peinture alors en pleine émergence, le néo-classicisme, dont Jacques-Louis David devient le principal représentant. David continue dans la veine néo-classique dans le reste de son œuvre.
Après la chute de Napoléon Bonaparte, durant les premières années de la Restauration, de multiples caricatures politiques adoptent la forme de parodies du Serment des Horaces pour délégitimer le retour au pouvoir des royalistes.